# 島田高虎
島田 高虎（しまだ たかとら、12月15日 - ）は、日本の男性声優。秋田県出身。アクセルワンジュニア所属。

## 人物
資格は教員免許、ガス溶接、ビジネス実務士。趣味はツーリング、カラオケ。特技は運転、尺八。

## 出演

### テレビアニメ
2021年
- 海賊王女（村長、水兵）

2022年
- 天才王子の赤字国家再生術（タルム）
- オーバーロードIV（火の神官長）
- 遊☆戯☆王ゴーラッシュ!!

2023年
- 異世界召喚は二度目です（魔族兵）
- 名探偵コナン（医師）
- 忍たま乱太郎（2023年 - 2025年、客、ドクタケ忍者、村人）

2024年
- ばいばい、アース（2024年 - 2025年、剣士、神官） - 2シリーズ

2025年
- トリリオンゲーム（ディレクター）
- アークナイツ【焔燼曙明/RISE FROM EMBER】（ウルサス農民）

### 劇場アニメ
- 映画 さよなら私のクラマー ファーストタッチ（2021年）
- THE FIRST SLAM DUNK（2022年）

### ドラマCD
- 本好きの下剋上〜司書になるためには手段を選んでいられません〜ドラマCD8

### BLCD
- 嫌いな奴とくっつく魔法にかかる話（学生）
- 親愛なるジーンへ

### 吹き替え

#### 映画
- アンカット・ダイヤモンド
- インスティゲイターズ 〜強盗ふたりとセラピスト〜
- ザ・ラスト・マーセナリー
- ジェントルメン （デイヴ〈デヴィッド・ギャリック〉）
- 底知れぬ愛の闇
- ビヨンド・ザ・スピード（アンドレイ）
- LIFT/リフト

#### ドラマ
- ヴィンチェンツォ
- ザ・ルーキー 40歳の新米ポリス!?4
- ザ・ルーキー:FEDS FBI新米捜査官ファイル
- ボッシュ: 受け継がれるもの シーズン2
- ラ・メゾン

#### アニメ
- 古の王子と3つの花
- Qフォース（カーター 他）
- ギレルモ・デル・トロのピノッキオ
- バッドキャット（セミ）
- RINGING FATE（2025年、トカゲ男[16]、医者男[6]）
- この恋で鼻血を止めて（2025年、ワン父[17]）

### 特撮
- ウルトラマンタイガ（2019年、クカラッチ星人）

### ボイスオーバー
- NHK BSプレミアム
  - 謎の民 バイキング
- 最強の帝国 ローマ
- BS世界のドキュメンタリー
  - 「ハマス 謎に満ちたイスラム組織の実像」
  - 「モハメド・アリ 10枚の写真」
  - 「インサイド・ロシア 国民の“声”はいま」
- ビューティフル・アルプス
  - 「グランド・ジョラス」
  - 「グラン・パラディーゾ」
  - 「マッターホルン」
  - 「モンテローザ」
  - 「イタリア 花のリビエラ」
- ロシア 衝突の源流

### ボイスコミック
- 詩吟じませ!（ナレーション）
- 溺愛偽装結婚 -嘘からはじまる運命の恋-（小紅の父）
- ナルニア国物語 魔術師のおい（アンドリュー）
- ボーノ! 100万円でレストランはじめちゃいました（名栗全暇）

### オーディオドラマ
- TouchDown
- FirstLight

### CM
- Web MARO17『まだ、あきらめてないだろ？』篇（爺や）

### その他コンテンツ
- YouTube
  - 「直木賞作家×YOASOBI『はじめての』プロジェクトPV」
  - 「ウルトラマンタイガ トライスクワッド ボイスドラマ」（イムビーザ、バルト 他）

### シリーズ一覧
1. ↑  第1シーズン（2024年）、第2シーズン（2025年）